# AS-PL
AS-PL Sp. z o.o. (zapis stylizowany: AS-PL) – polskie przedsiębiorstwo z siedzibą w Gdańsku, zajmujące się produkcją oraz dystrybucją alternatorów oraz rozruszników.

## Historia
Firma założona w 1992 roku jako Auto Starter. Od 2004 roku gama produktów w ofercie została poszerzona o markę własną AS, jednocześnie rozszerzył się zakres oferowanych przez przedsiębiorstwo usług o regenerację alternatorów i rozruszników. Obecnie firma AS-PL  Sp. z o.o. jest największym dostawcą alternatorów i rozruszników w Polsce w obszarze rynku aftermarket. Spółka zatrudnia ponad 400 osób. 

## Działalność
Aktualnie w ofercie AS-PL znajduje się ponad 30 000 pozycji asortymentowych, odpowiadających blisko 1 000 000 numerów referencyjnych. Są to części i podzespoły do samochodów osobowych, ciężarowych, maszyn rolniczych, jednostek pływających, motocykli oraz dla rynku przemysłowego. 
Produkty przedsiębiorstwa eksportowane są do około 100 krajów świata. 
Spółka jest członkiem Stowarzyszenia Dystrybutorów i Producentów Części Motoryzacyjnych. 
W 2017 roku AS-PL powołało spółkę na rynek brytyjski o nazwie AS-PL UK Ltd., która stanowi część grupy kapitałowej AS-PL. Siedzibą Spółki początkowo był Londyn, jednak od 2023 roku jest nią Liverpool. W listopadzie 2017 AS-PL UK Ltd dołączyła do federacji IAAF (The Independent Automotive Aftermarket Federation) działającej na terenie Wielkiej Brytanii.
W listopadzie 2019 roku spółka otworzyła nowy oddział we Włoszech o nazwie AS-PL Italia s.r.l.Siedziba główna wraz z magazynem znajduje się w Moncalieri (Turyn). W 2020 włoska spółka została oficjalnym dostawcą dla grupy zakupowej Autodis Italia i AD Giadi, które wspólnie tworzą grupę AD Italia.
W 2022 roku powołano do życia spółkę AS-PL Electricos Rotativos S.L. (AS-PL Espana). Magazyn i biuro działu handlowego znajduje się w Hiszpanii w Walencji.
Spółka inwestuje w rozwój młodych talentów. Sponsorowała nagrody dla uczestników Olimpiady Techniki Motoryzacyjnej, była Partnerem Wspierającym konkursu Wyścig Talentów czy gościła młodzież w ramach programu Młody Lean Leader. AS-PL angażuje się także w pomoc potrzebującym. W marcu 2022 roku spółka przekazała 100 000 zł na rzecz Fundacji Polskie Centrum Pomocy Międzynarodowej a w 2024 roku przekazała wsparcie dla powodzian w postaci 50 000 zł  .

## Nagrody i wyróżnienia
W latach 2018 i 2019 przedsiębiorstwo zostało uhonorowane nagrodą Orła tygodnika Wprost. AS-PL znalazł się wśród nagrodzonych przedsiębiorstw, które osiągnęły najwyższy średni zysk netto w ciągu ostatnich trzech lat, a także największy średni procentowy wzrost zysku netto. W tych samych latach firma AS-PL znalazła się w gronie finalistów „Gryfa Gospodarczego” w kategorii Lider Eksportu średnich i dużych przedsiębiorstw. Wyróżnienie w tej samej kategorii trafiło do AS-PL także w 2021 roku. W latach 2018, 2019, 2020, 2021, 2022, 2023 i 2024 spółka została zakwalifikowana do rankingu "Gazele Biznesu" organizowanego przez Puls Biznesu. 
W 2019 roku firma AS-PL po raz pierwszy została laureatem rankingu „Diamenty Forbesa” w województwie pomorskim, w kategorii firm z przychodami w wysokości 50-250 mln zł. Sukces został powtórzony w 2023 roku. Z kolei w latach 2024 i 2025 znalazła się w tym rankingu w gronie firm o przychodach powyżej 250 mln zł.